# Yaylaçatı, Havza
Yaylaçatı là một xã thuộc huyện Havza, tỉnh Samsun, Thổ Nhĩ Kỳ. Dân số thời điểm năm 2010 là 608 người.